# Keira Knightley
Pour les articles homonymes, voir Knightley et Keira (homonymie).
Keira Knightley [ˈkɪəɹə ˈnaɪtlɪ] est une actrice britannique, née le 26 mars 1985 à Teddington dans le Middlesex (Angleterre).
Elle commence sa carrière très jeune et devient mondialement connue en 2003 grâce à ses seconds rôles dans les comédies dramatiques anglaises Joue-la comme Beckham et Love Actually. La même année, elle endosse le premier rôle féminin du blockbuster fantastique à succès Pirates des Caraïbes : La Malédiction du Black Pearl en interprétant Elizabeth Swann, rôle qu'elle retrouve dans Le Secret du coffre maudit (2006) et Jusqu'au bout du monde (2007) qui sont des triomphes commerciaux et critiques. Elle retrouve ce rôle dix années plus tard dans La Vengeance de Salazar (2017).
L'actrice accumule ensuite les projets à Hollywood, notamment avec deux suites de Pirates des Caraïbes. Elle s'impose auprès de la critique en tête d'affiche de films historiques, dont trois sous la direction du réalisateur Joe Wright : Orgueil et Préjugés (2005), qui lui vaut sa première nomination à l'Oscar de la meilleure actrice, Reviens-moi (2007), The Duchess (2008) de Saul Dibb, et Anna Karénine (2012).
Par la suite, elle se fait remarquer dans des biopics : A Dangerous Method (2011), où elle incarne Sabina Spielrein, Imitation Game (2014), où son incarnation de Joan Clarke lui vaut une nomination à l'Oscar de la meilleure actrice dans un second rôle, puis Colette (2018), où elle interprète cette fois le rôle-titre.
En juin 2018, elle est faite officier de l'ordre de l'Empire britannique par la reine Élisabeth II, aux côtés de Tom Hardy et Emma Thompson.

## Biographie

### Enfance
Keira Christina Knightley est la fille de l'acteur anglais Will Knightley et de la scénariste écossaise Sharman Macdonald. Son père admirait une patineuse russe prénommée Kiera et c'est donc ce prénom qu'elle aurait dû porter. Sa mère se trompa en épelant les cinq lettres de ce prénom à l'état civil.
Elle a un frère aîné, Caleb, né en 1979. Elle vit avec ses parents et son frère à Richmond, un district du Grand Londres (Angleterre) . Diagnostiquée dyslexique dès l'âge de six ans, elle s'efforce d'avoir de bonnes notes à l'école pour plaire à ses parents et affirme que petite, elle « ne pensait qu'au métier d'actrice ». Elle apparaît sur scène dans plusieurs productions d'amateur, dont After Juliet (écrit par sa mère) et United States (écrit par son professeur d'art dramatique de l'époque)[réf. nécessaire].

### Débuts à la télévision et au cinéma (1993-2001)
Keira Knightley commence sa carrière à l'âge de sept ans à la télévision, dans Royal Celebration (1993) puis dans la série The Bill (1995). Elle apparaît dans plusieurs autres téléfilms dans les années 1990, avant d'être choisie pour le rôle de Sabé, le leurre de Padmé Amidala, dans la superproduction Star Wars, épisode I : La Menace fantôme (1999). Elle n'a alors que 12 ans lors du tournage qui se déroula de juin à septembre 1997. Elle est choisie pour le rôle du fait de sa ressemblance avec Natalie Portman, qui joue Amidala; lors du tournage du film, leurs mères affirment ne plus parvenir à les distinguer lorsqu'elles sont toutes deux maquillées. En 2020, elle avoue dans une interview ne plus se souvenir du rôle qu'elle jouait dans Star Wars, épisode I : La Menace fantôme. Son premier rôle principal, en 2001, est celui de la fille de Robin des Bois dans le téléfilm Le Royaume des voleurs (Princess of Thieves). Elle joue aussi dans le thriller The Hole. Elle apparaît également dans la mini-série Doctor Zhivago en 2002, dont les critiques sont mitigées mais qui obtient une bonne audience.

### Premiers succès (2002-2004)

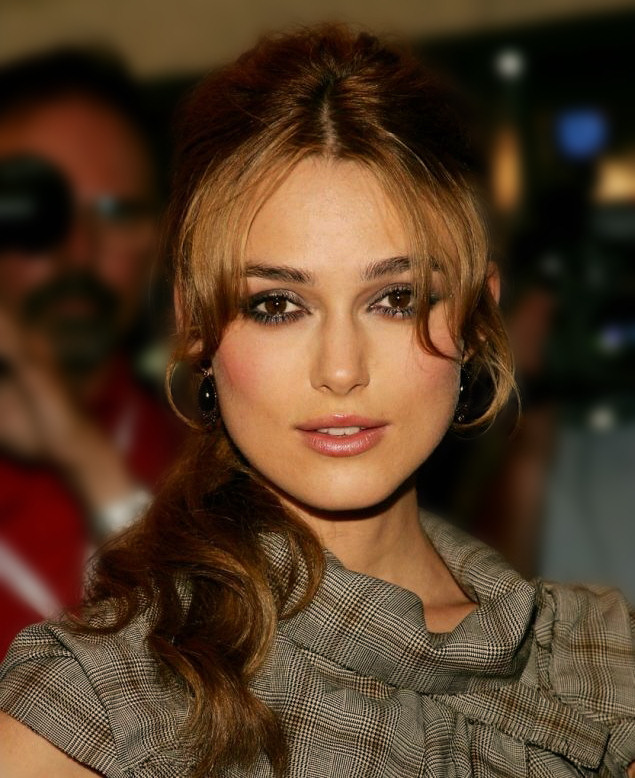
Keira Knightley au Festival international du film de Toronto 2005, à la première de Orgueil et Préjugés.

Son premier rôle important est celui de Juliette « Jules » Paxton dans Joue-la comme Beckham qui est un succès commercial (18 millions de dollars de recettes lors de sa sortie au Royaume-Uni en août 2002 et 32 millions aux États-Unis en mars 2003). Elle reçoit un rôle dans une grande production, le film d'aventures Pirates des Caraïbes : La Malédiction du Black Pearl (avec Johnny Depp et Orlando Bloom), produit par Jerry Bruckheimer. Le film sort en juillet 2003 et est un succès au box office, établissant l'actrice comme it girl. À la fin de la même année, elle fait partie de la distribution de la comédie romantique Love Actually, qui sort en novembre 2003, aux côtés d'autres acteurs comme Hugh Grant, Emma Thompson, Bill Nighy, Liam Neeson, Colin Firth, Alan Rickman qui, étant plus célèbres qu'elle, l'éclipsent un peu.
Son film suivant, Le Roi Arthur, sort en juillet 2004 et ne fait pas l'unanimité auprès des critiques malgré un casting très prometteur (Clive Owen, Hugh Dancy, Mads Mikkelsen, Ioan Gruffudd et Joel Edgerton) encore peu connu du grand public à l'époque. Le même mois, les lecteurs de Hello! l'élisent « star adolescente la plus prometteuse ». En 2004, le magazine Time note que Keira semble déterminée à devenir une actrice sérieuse et non une star.

### Consécration critique et commerciale (2005-2006)

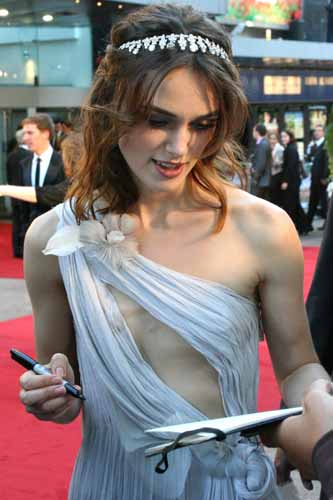
Keira Knightley assiste à la première de Reviens-moi à Leicester Square à Londres, en septembre 2007.

L'année 2005 voit la sortie de trois films. Le premier, The Jacket, thriller complexe avec Adrien Brody, jugé peu original, farfelu et peu soigné par les critiques, obtient un score de 44 % sur Rotten Tomatoes. Le faux accent américain de l'actrice est alors critiqué. Le second film est Domino, réalisé par Tony Scott, un film d'action basé sur la vie de la chasseuse de primes Domino Harvey. De tous les films dans lesquels elle apparaît, c'est le moins aimé des critiques, avec 17 % de critiques positives. Keira Knightley n'est souvent définie que comme un « joli visage », ce qui l'amène à dire dans une entrevue pour Elle « J'ai tout le temps l'impression que j'ai tout à prouver ».
Vient ensuite la sortie de Orgueil et Préjugés, avec un score de 85 %. Dans le rôle d'Elizabeth Bennet, elle obtient les meilleures critiques de sa carrière ; Variety affirme qu'elle est à la hauteur des autres acteurs plus expérimentés comme Brenda Blethyn, Donald Sutherland et Judi Dench, et l'assimile à une jeune Audrey Hepburn. Orgueil et Préjugés fait plus de 100 millions de dollars de recettes et Keira Knightley reçoit deux nominations pour le prix de la meilleure actrice, une aux Golden Globes et une autre aux Oscars. Les BAFTAs l'ignorent, ce qui leur vaut des critiques de la part du producteur du film, Tim Bevan. Les deux prix sont finalement décernés à Reese Witherspoon. En 2006, Keira Knightley est invitée à l'Academy of Motion Picture Arts and Sciences.
Son plus grand succès commercial jusqu'ici, Pirates des Caraïbes : Le Secret du coffre maudit, sort le 7 juillet 2006. Le 3 juin 2007, elle est nommée pour le MTV Movie Award de la meilleure interprétation, qu'elle perd en faveur de sa covedette Johnny Depp. Elle a tourné dans Soie (adaptation du roman d'Alessandro Baricco) et Reviens-moi (adaptation du roman éponyme de Ian McEwan), où elle travaille pour la seconde fois avec le réalisateur Joe Wright, dont elle devient la muse. Son interprétation dans ce film lui a valu une nomination aux BAFTA's ainsi qu'aux Golden Globes 2008. Le film, lui, est nommé huit fois aux Oscars 2008 notamment pour les prix du meilleur film, de la meilleure actrice dans un second rôle, du meilleur scénario adapté et de la meilleure photographie, et remporte le prix de la meilleure musique de film. Elle apparaît dans Pirates des Caraïbes : Jusqu'au bout du monde, troisième volet de la série sorti en 2007, dont elle termine le tournage dans les derniers jours de 2006.

### Films indépendants et fresques historiques (2007-2012)

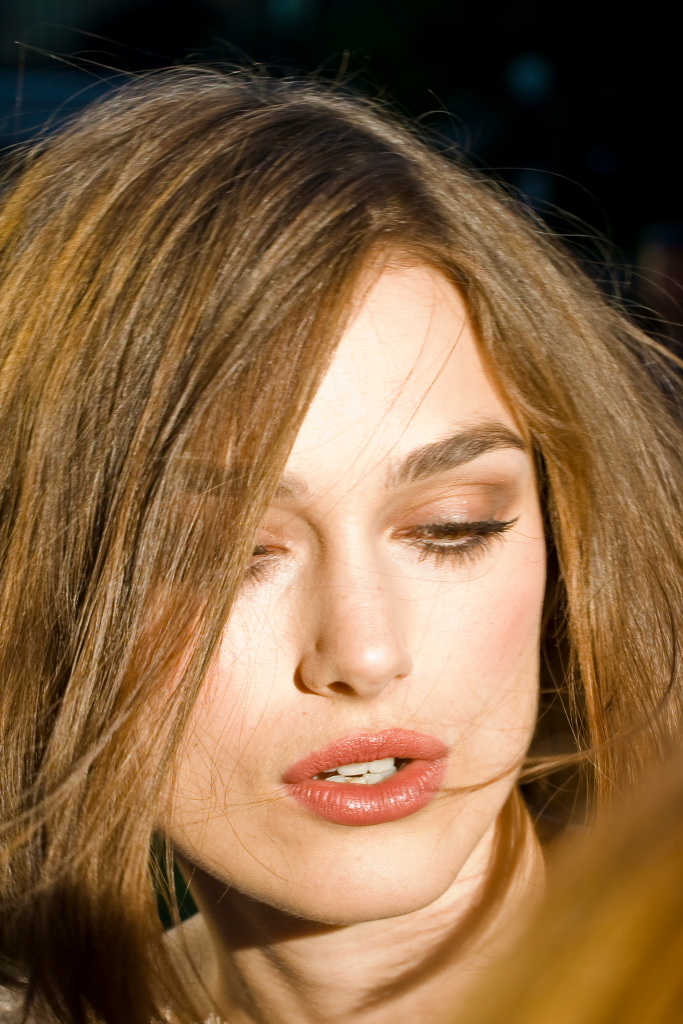
L'actrice au Festival international du film de Toronto 2011, pour la première de A Dangerous Method.

La trilogie des Pirates des Caraïbes ayant confirmé son statut de star, et l'accueil critique de Orgueil et Préjugés ayant établi son talent pour les films d'époque, elle poursuit dans ce dernier domaine en alternant avec des films indépendants. En 2007, elle tourne ainsi The Edge of Love, film écrit par sa mère, Sharman Macdonald, et réalisé par John Maybury, qui sort en 2008. La même année, elle tient le rôle principal dans le film d'époque The Duchess, où elle incarne Georgiana Cavendish de Devonshire. Pour ce rôle, elle est nommée aux British Independent Film Awards de la meilleure actrice. Fin 2009, elle fait ses débuts au théâtre, où elle interprète Jennifer (version moderne de Célimène) dans Le Misanthrope de Martin Crimp.

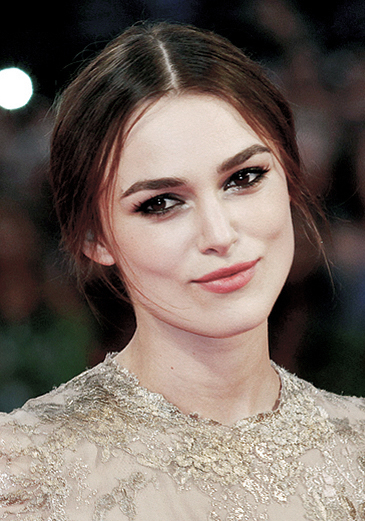
Keira Knightley en 2011.

Début 2011, elle retourne sur les planches du Comedy Theatre de Londres avec The Children's Hour. Puis en mars, elle participe au Red Nose Day 2011 notamment avec Rupert Grint, Tom Felton ou encore Paul McCartney. Elle apparait ensuite dans Last Night, premier long-métrage de son amie réalisatrice Massy Tadjedin, qui lui offre le rôle principal de ce drame aux côtés de Sam Worthington, Eva Mendes ou encore Guillaume Canet. Fin 2011, elle interprète la psychanalyste russe Sabina Spielrein dans A Dangerous Method réalisé par David Cronenberg. Le film est présenté au Festival de Venise. Si la moitié des critiques ne la trouve pas à la hauteur du rôle, l'autre moitié la voyait déjà avec l'Oscar de la meilleure actrice. En 2012, elle retrouve le réalisateur Joe Wright pour la troisième fois de sa carrière dans Anna Karénine, adapté du roman éponyme de Léon Tolstoï.

### Retour à Hollywood (depuis 2013)
L'année 2013 marque le retour de l'actrice à des projets hollywoodiens : elle partage d'abord l'affiche de la comédie dramatique indépendante New York Melody avec Mark Ruffalo. Le film est un succès critique et public, au point de ressortir dans les salles françaises fin août pour satisfaire les demandes de spectateurs. Puis elle revient aux blockbusters en tenant le premier rôle féminin du reboot The Ryan Initiative, de Kenneth Branagh, aux côtés de Chris Pine. Ce thriller d'espionnage déçoit la critique et le public, notamment sur le territoire américain, et les suites sont annulées par le studio.

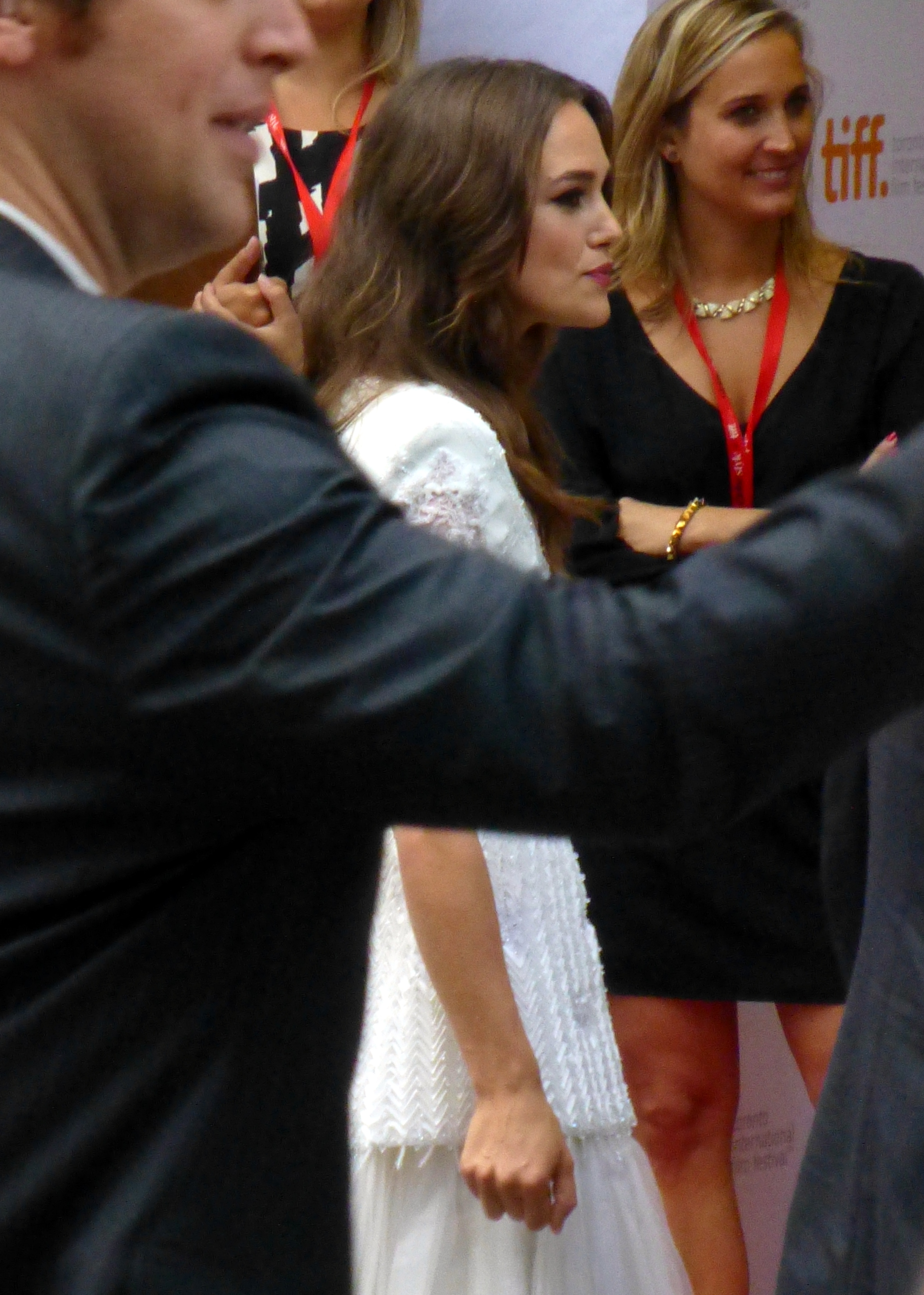
L'actrice à la première de The Imitation Game, au TIFF 2014.

L'année 2014 débute également avec une comédie indépendante américaine : Girls Only, dont elle partage l'affiche avec Chloë Grace Moretz. Le long-métrage, présenté au Festival de Sundance puis au Festival de Toronto, est bien reçu par la critique et passe inaperçu dans les salles américaines. L'actrice peut compter sur un autre projet : The Imitation Game, biopic d'Alan Turing interprété par son ami Benedict Cumberbatch, qui remporte le Prix du public au TIFF 2014, et un large soutien critique : le film a ainsi déjà remporté le prix du public au Telluride Film Festival. De plus, la presse encense l'actrice : pour The Hollywood Reporter, sa prestation dans The Imitation Game est « vive, alerte et résolument sympathique », pour deadline.com « Knightley est douée comme elle ne l’a jamais été » et pour Variety le film est « candidat à de multiples récompenses, incluant les superbes performances de Benedict Cumberbatch et de Keira Knightley ». Au Twin Cities Film Fest, Keira remporte le TCFF North Star Award for Excellence pour « son remarquable travail sur The Imitation Game et Laggies ». Le film fonctionne très bien en salles.
En 2015, elle est à l'affiche du film de survie Everest, de Baltasar Kormákur, puis fait ses débuts à Broadway dans la pièce Thérèse Raquin, adaptée du livre d'Émile Zola. Les représentations commencent en octobre 2015 et si les critiques sont mitigés sur la pièce qu'ils trouvent en général trop longue, la presse est unanime sur la prestation de Knightley. ThaeterMania dit qu'elle est « une merveille en Thérèse Raquin », Vulture déclare « Elle est contrainte et articulée, surtout dans le silence, et apporte à cette histoire morose une qualité enflammée qui illumine toute la pièce dans laquelle elle est. », NJ la trouve « extraordinaire » et Exeunt Magazine dit qu'elle est d'une « intensité puissante et retenue ».
L'actrice enchaîne avec des projets aux distributions larges : en 2015 sort ainsi la grosse production Everest, un film d'aventure, mené par Jason Clarke et Jake Gyllenhaal ; puis en 2016, elle fait partie du casting du mélodrame Beauté cachée, porté par Will Smith. Le premier film reçoit des critiques satisfaisantes et fonctionne correctement à l'international, malgré des chiffres décevants aux États-Unis. Ces projets à moindre investissement pour l'actrice lui donnent le temps de tourner quelques scènes du blockbuster Pirates des Caraïbes : La Vengeance de Salazar, où elle redevient Elizabeth Swann.
L'année 2018 débute pour elle avec le biopic Colette, de Wash Westmoreland, où elle joue la romancière française Colette. Les critiques sont excellentes pour ce retour au film d'époque pour l'actrice, mais le box-office décevant sur le sol américain lors de sa sortie en septembre. Trois mois plus tard, c'est le film d'aventure fantastique familial Casse-Noisette et les Quatre Royaumes, où l'actrice seconde la jeune Mackenzie Foy dans le rôle principal, qui reçoit de mauvaises critiques et essuie un flop majeur au box-office.
2019 se solde aussi par deux échecs critiques : celui du film à sketches Berlin, I Love You, qui sort dans l'indifférence générale en février 2019, après une réception catastrophique, puis celui du drame historique Cœurs ennemis, où l'actrice retrouve Jason Clarke et donne aussi la réplique à Alexander Skarsgård. Là encore, la presse est mauvaise. Pour finir, le thriller d'espionnage indépendant Official Secrets, réalisé par Gavin Hood, dont elle est la tête d'affiche, sort dans un circuit limité de salles aux États-Unis, malgré une bonne presse lors de sa présentation au Festival de Sundance 2019.
En 2021, elle prête sa voix à l'artiste allemande Charlotte Salomon dans la version anglaise du film biographique d'animation Charlotte, réalisé par Eric Warin et Tahir Rana, qui suit les dix dernières années de la vie de Salomon, une femme juive qui a lutté contre la dépression pendant la Seconde Guerre mondiale et contre l'Holocauste, en exil dans le sud de la France. Knightley est également producteur exécutif du film qui a fait sa première mondiale au Festival international du film de Toronto en septembre 2021.

## Image publique et engagements

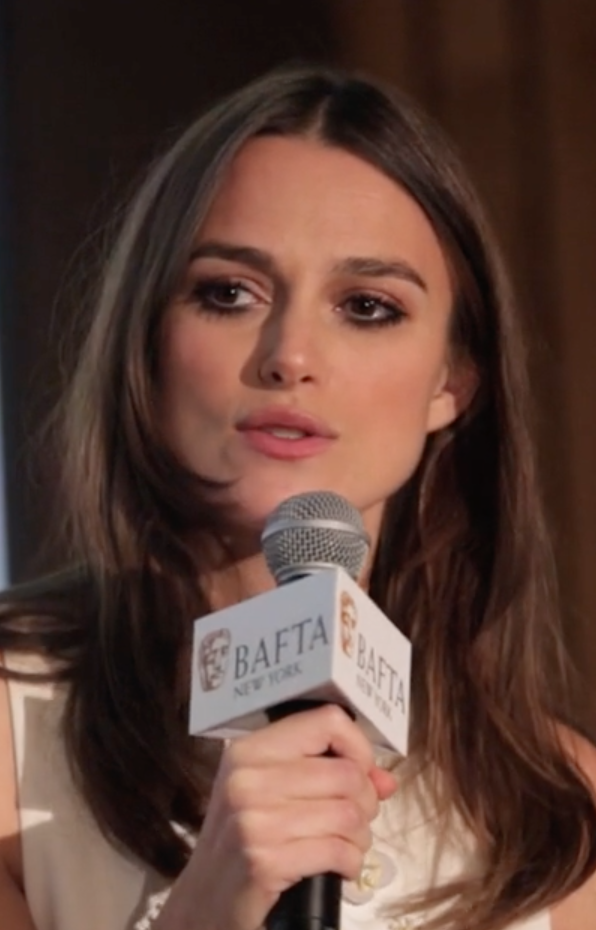
Keira Knightley en 2015.

Keira Knightley est sous l'attention des médias du fait de l'essor rapide de sa carrière. Elle est décrite par la presse comme une personne disponible envers les médias et souhaite ne pas parler de sa vie privée. Elle est élue « la star la plus sexy de tous les temps » par les lecteurs du magazine Empire[Quand ?], classée no 79 dans la liste des « 100 femmes les plus sexy du monde » dans l'édition britannique de FHM en 2004, no 18 en 2005, et no 1 en 2006. L'édition américaine du même magazine la classe no 54 en 2004, no 11 en 2005 et no 5 en 2006. En mai 2006, elle est classée no 9 dans le Hot 100 de Maxim. Elle pose nue aux côtés de Scarlett Johansson pour la couverture de Vanity Fair en mars 2006.
Keira Knightley a été mannequin pour l'entreprise de luxe Asprey ainsi que pour les produits pour cheveux Lux dans des publicités télévisées japonaises. En avril 2006, elle devient officiellement la nouvelle égérie de Chanel pour le parfum Coco Mademoiselle, dont la première photo est dévoilée en mai 2007.
La robe Valentino qu'elle porte aux Golden Globes de 2006 attire l'attention : elle est classée première dans la liste des « actrices les mieux habillées » de Steven Cojocaru sur Entertainment Tonight. La robe qu'elle porte à la cérémonie des Oscars de 2006 est donnée à l'institution caritative Oxfam, qui la vend pour 4 300 £.
Keira Knightley a affirmé : « Je suis effrayée quand je vois des enfants dire "Je veux être célèbre" ».
Keira Knightley est le sujet de la chanson Star of the Silver Screen de l'album Attraction versus Love du groupe écossais Endrick Brothers. La chanson est écrite après que les membres du groupe la croisent par hasard pendant le tournage de The Jacket. Elle est aussi l'héroïne d'un roman de fiction Killing Kate Knight (anciennement Killing Keira Knightley), paru aux éditions Calmann-Lévy en février 2011.
En 2012, elle se rend au Tchad pour soutenir l'Unicef et le projet Soccer Aid. Elle se mobilise pour lever des fonds, afin d'accroître la vaccination contre la poliomyélite. En 2014, c'est au Soudan du Sud que l'actrice se rend avec Oxfam. Elle visite notamment plusieurs camps de réfugiés. Cette mission humanitaire a pour but de sensibiliser les Occidentaux aux ravages des guerres civiles et aux conditions de vie des réfugiés sud-soudanais.
En 2016, elle fait campagne contre le Brexit lors du référendum sur l'appartenance du Royaume-Uni à l'Union européenne. Elle est également une sympathisante du mouvement #MeToo.

## Vie privée
En 2001, elle sort avec Del Synnott, son partenaire dans le téléfilm Le Royaume des voleurs (2001). Elle sort ensuite de 2003 à 2005 avec l'acteur irlandais Jamie Dornan — elle a permis à ce dernier de jouer un premier rôle au cinéma —, qu'elle a rencontré lors de séances photos.
En 2004, pendant le tournage d'Orgueil et Préjugés, elle rencontre l'acteur Rupert Friend avec qui elle est en couple de 2005 à 2010.
En 2007, elle a poursuivi le Daily Mail pour avoir publié un article spéculant sur le fait qu'elle souffrait d'anorexie mentale. Knightley a gagné le procès et a reçu 3 000 £ de dommages et intérêts. Avec ce montant et un don personnel, elle fait un don total de 6 000 £ à Beat, une organisation caritative dédiée aux personnes souffrant de maladie mentale et de troubles de l'alimentation.
En février 2010, elle est victime de harcèlement alors qu'elle joue dans la pièce Le Misanthrope. Devant le Comedy Theatre de Londres, un homme restait chaque soir devant les portes des loges et tentait d'entrer en contact avec elle. L'affaire est allée en justice. En 2016, elle est à nouveau harcelée alors qu'elle travaille dans la pièce de théâtre Thérèse Raquin. Un homme lui jette des fleurs en lui hurlant une déclaration d'amour en pleine représentation. Il va ensuite jusqu'à la harceler devant chez elle en lui glissant régulièrement des courriers personnels dans sa boîte aux lettres. Il est condamné à huit semaines de prison avec interdiction d’approcher l'actrice et sa famille.
Début 2011, elle commence une relation avec James Righton, musicien du groupe Klaxons, avec qui elle se fiance en 2012. Ils se marient le 4 mai 2013 à Mazan (Vaucluse). Le 26 mai 2015, elle donne naissance à une fille prénommée Edie. Elle accouche de son deuxième enfant en septembre 2019, une fille prénommée Delilah,,.
En 2017, elle est citée dans le scandale des Paradise Papers. Elle aurait investi dans une société immobilière de l'île anglo-normande de Jersey.
Vu leur ressemblance, Keira Knightley est parfois confondue avec Natalie Portman.
Elle est athée.

## Filmographie

### Cinéma

#### Longs métrages
- 1995 : Les Péchés mortels (Innocent Lies) de Patrick Dewolf : Celia enfant
- 1999 : Star Wars, épisode I : La Menace fantôme (Star Wars: Episode 1 - The Phantom Menace) de George Lucas : Sabé
- 2001 : The Hole de Nick Hamm : Frances « Frankie » Almond Smith
- 2002 : Joue-la comme Beckham (Bend It Like Beckham) de Gurinder Chadha : Juliette « Jules » Paxton
- 2002 : Plein Gaz (Thunderpants) de Peter Hewitt : une étudiante en musique (non créditée)
- 2002 : Pure de Gillies MacKinnon : Louise
- 2003 : Gaijin de Fumi Inoue : Kate (voix)
- 2003 : Pirates des Caraïbes : La Malédiction du Black Pearl (Pirates of Carribean: The Curse of the Black Pearl) de Gore Verbinski : Elizabeth Swann
- 2003 : Love Actually de Richard Curtis : Juliet
- 2004 : Le Roi Arthur (King Arthur) de Antoine Fuqua : Guenièvre
- 2005 : The Jacket de John Maybury : Jackie Price
- 2005 : Domino de Tony Scott : Domino Harvey
- 2005 : Orgueil et Préjugés (Pride and Prejudice) de Joe Wright : Elizabeth Bennet
- 2006 : Pirates des Caraïbes : Le Secret du coffre maudit (Pirates of the Carribean: Dead Man's Chest) de Gore Verbinski : Elizabeth Swann
- 2007 : Pirates des Caraïbes : Jusqu'au bout du monde (Pirates of the Carribean: At World's End) de Gore Verbinski : Elizabeth Swann
- 2007 : Reviens-moi (Atonement) de Joe Wright : Cecilia Tallis
- 2007 : Soie (Silk) de François Girard : Hélène Joncourt
- 2008 : The Edge of Love de John Maybury : Vera Philips
- 2008 : The Duchess de Saul Dibb : Georgiana Cavendish
- 2010 : Auprès de moi toujours (Never Let Me Go) de Mark Romanek : Ruth
- 2010 : Last Night de Massy Tadjedin : Joanna Reed
- 2010 : London Boulevard de William Monahan : Charlotte
- 2011 : A Dangerous Method de David Cronenberg : Sabina Spielrein
- 2012 : Jusqu'à ce que la fin du monde nous sépare (Seeking a Friend for the End of the World) de Lorene Scafaria : Penelope Lockhart
- 2012 : Anna Karénine (Anna Karenina) de Joe Wright : Anna Karénine
- 2013 : New York Melody (Begin Again) de John Carney : Gretta
- 2014 : The Ryan Initiative (Jack Ryan: Shadow Recruit) de Kenneth Branagh : Cathy Muller
- 2014 : Girls Only (Laggies) de Lynn Shelton : Megan
- 2014 : Imitation Game (The Imitation Game) de Morten Tyldum : Joan Clarke
- 2015 : Everest de Baltasar Kormákur : Jan Arnold
- 2016 : Beauté cachée (Collateral Beauty) de David Frankel : Aimee Moore
- 2017 : Pirates des Caraïbes : La Vengeance de Salazar (Pirates of the Caribbean: Dead Men Tell No Tales) de Joachim Rønning et Espen Sandberg : Elizabeth Swann
- 2018 : Casse-Noisette et les Quatre Royaumes (The Nutcracker and the Four Realms) de Lasse Hallström et Joe Johnston : La Fée Dragée
- 2018 : Colette de Wash Westmoreland : Colette
- 2019 : Berlin, I Love You : Jane
- 2019 : Cœurs ennemis (The Aftermath) de James Kent : Rachael Morgan
- 2019 : Official Secrets de Gavin Hood : Katharine Gun
- 2020 : Miss Révolution (Misbehaviour) de Philippa Lowthorpe : Sally Alexander
- 2021 : Silent Night de Camille Griffin : Nell
- 2021 : Charlotte d'Eric Warin et Tahir Rana : Charlotte Salomon
- 2023 : L'Étrangleur de Boston (Boston Strangler) de Matt Ruskin : Loretta McLaughlin

#### Courts métrages
- 2001 : Deflation (en) de Roger Ashton-Griffiths : Jogger
- 2002 : New Year's Eve (en) de Col Spector : Leah
- 2002 : The Seasons Alter de Roger Lunn : Helena
- 2009 : The Continuing And Lamentable Saga of the Suicide Brothers d'Arran Brownlee et Corran Brownlee : La marraine / La bonne fée
- 2012 : Stars in Shorts de Rupert Friend : La femme
- 2013 : Once Upon a Time… de Karl Lagerfeld : Gabrielle Chanel
- 2017 : Red Nose Day Actually de Richard Curtis et Mat Whitecross : Juliet

### Télévision

#### Séries télévisées
- 1995 : Screen One : Une petite fille (saison 5, épisode 4)
- 1995 : The Bill : Sheena Rose (saison 11, épisode 39)
- 1999 : Oliver Twist : Rose Fleming (saison 1, épisodes 2 à 4)
- 2024 : Black Doves : Helen Webb

#### Téléfilms
- 1995 : Une délicate affaire (A Village Affair) de Moira Armstrong : Natasha Jordan
- 1996 : The Treasure Seekers de Juliet May : La Princesse
- 1998 : La Dynastie des Carey-Lewis : Le Grand Retour (Coming Home) de Giles Foster : Judith Dunbar jeune
- 2001 : Le Royaume des voleurs (Princess of Thieves) de Peter Hewitt : Gwen
- 2002 : Docteur Jivago (Doctor Jivago or Doctor Zhivago) de Giacomo Campiotti : Lara Antipova (née Guishar)
- 2007 : Robbie the Reindeer in Close Encounters of the Herd Kind de Donnie Anderson : Em (voix)
- 2011 : Neverland de Nick Willing : La Fée Clochette (voix)

### Publicités
- 2004 : Asprey
- 2004 : Lux Styling
- 2005 : Lux Styling
- 2008 : Coco Mademoiselle de Joe Wright pour Chanel
- 2009 : Violence Angainst Women
- 2011 : Coco Mademoiselle de Joe Wright pour Chanel
- 2013 : Vöslauer
- 2014 : Coco Mademoiselle de Joe Wright pour Chanel
- 2018 : Coco Mademoiselle pour Chanel

### Comme productrice
- 2021 : Charlotte

## Théâtre
- 2010 : Le Misanthrope, mis en scène par Thea Sharrock : Jennifer/Celimène
- 2011 : The Children's Hour, mis en scène par Ian Rickson : Karen
- 2015 : Therese Raquin, mis en scène par Evan Cabnet : Thérèse Raquin

## Distinctions

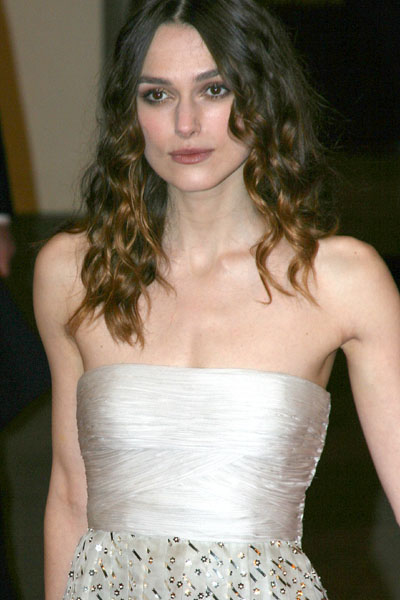
L'actrice au BAFTA 2008, pour Reviens-moi.

Officier de l'ordre de l'empire britannique 

### Récompenses
- 2002 : Festival international du cinéma au féminin de Bordeaux de la meilleure actrice pour Joue-la comme Beckham partagée avec Parminder Nagra.
- 2003 : London Critics Circle Film Awards de la révélation britannique de l'année pour Joue-la comme Beckham
- 2004 : Hollywood Film Awards du meilleur espoir féminin pour Le Roi Arthur
- 2004 : Irish Film and Television Awards de la meilleure actrice internationale pour Le Roi Arthur et pour Pirates des Caraïbes : La Malédiction du Black Pearl
- 2004 : SFX Awards de la meilleure actrice dans un film d'aventure pour Pirates des Caraïbes : La Malédiction du Black Pearl
- Teen Choice Awards 2004 : 
  - Meilleure alchimie partagée avec Orlando Bloom pour [Pirates des Caraïbes : La Malédiction du Black Pearl
  - Meilleur baiser partagé avec Orlando Bloom pour Pirates des Caraïbes : La Malédiction du Black Pearl
- British Independent Film Awards 2005 : Lauréate du Prix Variety.
- New York Film Critics Online Awards 2005 : Meilleure actrice pour Orgueil et Préjugés
- 2006 : Character and Morality in Entertainment Awards de la meilleure actrice pour Orgueil et Préjugés
- Teen Choice Awards 2006 : 
  - Meilleur hurlement pour Pirates des Caraïbes : Le Secret du coffre maudit
  - Meilleur pétage de plombs pour Pirates des Caraïbes : Le Secret du coffre maudit
- 2007 : Alliance of Women Film Journalists Awards de la meilleure séduction partagée avec James McAvoy pour Reviens-moi
- 2007 : People's Choice Awards de la cohésion à l'écran préféré pour Pirates des Caraïbes : Le Secret du coffre maudit partagée avec Johnny Depp.
- Teen Choice Awards 2007 :
- Meilleur baiser pour Pirates des Caraïbes : Le Secret du coffre maudit partagé avec Orlando Bloom
  - Meilleure actrice pour Pirates des Caraïbes : Jusqu'au bout du monde
- Empire Awards 2008 : Meilleure actrice pour Reviens-moi
- 2008 : People's Choice Awards de la star féminine d'action préférée pour Pirates des Caraïbes : Jusqu'au bout du monde
- 2008 : Rembrandt Awards de la meilleure actrice internationale pour Pirates des Caraïbes : Jusqu'au bout du monde
- Teen Choice Awards 2008 : Meilleure actrice pour Reviens-moi
- Empire Awards 2011 : Lauréate du Prix Empire Hero Award récompensant une icône du cinéma.
- 2014 : Global Nonviolent Film Festival de la meilleure actrice pour Anna Karénine
- 2014 : Brasov International Film Festival & Market de la meilleure actrice pour Anna Karénine
- 2014 : Hollywood Film Awards de la meilleure actrice de l'année dans un second rôle pour The Imitation Game
- Phoenix Film Critics Society Awards 2014 : Meilleure actrice dans un second rôle pour The Imitation Game
- 2015 : Jupiter Award de la meilleure actrice internationale pour New York Melody
- 2015 : Festival international du film de Palm Springs de la meilleure distribution pour The Imitation Game partagée avec Benedict Cumberbatch, Matthew Goode, Rory Kinnear, Allen Leech, Matthew Beard, Charles Dance et Mark Strong

### Nominations
- Empire Awards 2002 : Meilleur début pour The Hole
- 2003 : Bravo Otto de la meilleure actrice pour Joue-la comme Beckham
- Empire Awards 2003 : Meilleure actrice britannique pour Joue-la comme Beckham
- 2003 : MTV Movie Awards de la meilleure révélation transatlantique pour Joue-la comme Beckham
- Empire Awards 2004 : Meilleure actrice britannique pour Pirates des Caraïbes : La Malédiction du Black Pearl
- 2004 : MTV Movie Awards de la meilleure révélation féminine pour Pirates des Caraïbes : La Malédiction du Black Pearl
- 2004 : Online Film Critics Society Awards de la meilleure révélation féminine pour Orgueil et Préjugés
- Phoenix Film Critics Society Awards 2004 : 
  - Meilleure distribution pour Love Actually partagée avec Hugh Grant, Colin Firth, Sienna Guillory, Liam Neeson, Lulu Popplewell, Emma Thompson, Kris Marshall, Heike Makatsch, Martin Freeman, Joanna Page, Chiwetel Ejiofor, Andrew Lincoln, Nina Sosanya, Martine McCutcheon, Laura Linney, Thomas Brodie-Sangster, Alan Rickman, Rodrigo Santoro, Rowan Atkinson, Claudia Schiffer, Bill Nighy, Gregor Fisher, Rory MacGregor, Carla Vasconcelos, Shannon Elizabeth, Denise Richards et Elisha Cuthbert.
  - Meilleure révélation féminine pour Pirates des Caraïbes : La Malédiction du Black Pearl
  - Meilleure révélation féminine pour Joue-la comme Beckham
- Saturn Awards 2004 :
  - Meilleure actrice dans un second rôle pour Pirates des Caraïbes : La Malédiction du Black Pearl
  - Nommée au Prix Spécial Cinescape Genre Face of the Future Award pour Pirates des Caraïbes : La Malédiction du Black Pearl
- Teen Choice Awards 2004 : 
  - Meilleur espoir féminin pour Le Roi Arthur
  - Meilleur espoir féminin pour Pirates des Caraïbes : La Malédiction du Black Pearl
- 2004 : Visual Effects Society Awards de la meilleure performance pour une actrice pour Pirates des Caraïbes : La Malédiction du Black Pearl
- 2005 : Awards Circuit Community Awards de la meilleure actrice dans un rôle principal pour Orgueil et Préjugés
- Boston Society of Film Critics Awards 2005 : Meilleure actrice pour Orgueil et Préjugés
- 2005 : Dallas-Fort Worth Film Critics Association Awards de la meilleure actrice pour Orgueil et Préjugés
- Empire Awards 2005 : Meilleure actrice britannique pour Le Roi Arthur
- 2005 : People's Choice Awards de l'actrice de film d'action préférée
- Satellite Awards 2005 : Meilleure actrice pour Orgueil et Préjugés
- 2005 : St. Louis Film Critics Association Awards de la meilleure actrice pour Orgueil et Préjugés
- 2005 : Teen Choice Awards de la meilleure actrice pour Le Roi Arthur
- 2005 : Washington DC Area Film Critics Association Awards de la meilleure actrice pour Orgueil et Préjugés
- 2006 : Bravo Otto de la meilleure actrice pour Orgueil et Préjugés
- Critics' Choice Movie Awards 2006 : Meilleure actrice pour Orgueil et Préjugés
- Chicago Film Critics Association Awards 2006 : Meilleure actrice pour Orgueil et Préjugés
- Empire Awards 2006 : Meilleure actrice  pour Pirates des Caraïbes : Le Secret du coffre maudit
- 2006 : Gold Derby Awards de la meilleure actrice principale pour Orgueil et Préjugés
- Golden Globes 2006 : Meilleure actrice pour Orgueil et Préjugés
- 2006 : International Online Cinema Awards de la meilleure actrice pour Orgueil et Préjugés
- 2006 : London Critics Circle Film Awards de l'actrice britannique de l'année pour Orgueil et Préjugés
- 2006 : National Society of Film Critics Awards de la meilleure actrice pour Orgueil et Préjugés
- 2006 : Online Film Critics Society Awards de la meilleure actrice pour Orgueil et Préjugés
- Oscars 2006 : Meilleure actrice pour Orgueil et Préjugés
- 2006 : Russian National Movie Awards de la meilleure actrice pour Orgueil et Préjugés
- Teen Choice Awards 2006 : 
  - Meilleure actrice pour Orgueil et Préjugés
  - Meilleure actrice pour Pirates des Caraïbes : Le Secret du coffre maudit
- 2007 : Alliance of Women Film Journalists Awards de la meilleure représentation de la nudité où de la sexualité pour Reviens-moi
- 2007 : Awards Circuit Community Awards de la meilleure actrice dans un rôle principal pour Reviens-moi
- 2007 : Bravo Otto de la meilleure actrice pour Reviens-moi
- 2007 : Dublin Film Critics Circle Awards de la meilleure actrice pour Reviens-moi
- Empire Awards 2007 : Meilleure actrice  pour Pirates des Caraïbes : Le Secret du coffre maudit
- 2007 : Kids' Choice Awards de la star féminine préférée pour Pirates des Caraïbes : Le Secret du coffre maudit
- 2007 : MTV Movie Awards de la meilleure performance féminine pour Pirates des Caraïbes : Le Secret du coffre maudit
- 2007 : National Movie Awards de la meilleure performance féminine pour Pirates des Caraïbes : Jusqu'au bout du monde
- Satellite Awards 2007 : Meilleure actrice pour Reviens-moi
- 2007 : Scream Awards de la meilleure actrice pour Pirates des Caraïbes : Jusqu'au bout du monde
- British Academy Film Awards 2008 : Meilleure actrice pour Reviens-moi
- 2008 : British Independent Film Awards de la meilleure actrice pour The Duchess
- 2008 : Evening Standard British Film Awards de la meilleure actrice pour Reviens-moi
- 2008 : Gold Derby Awards de la meilleure distribution pour Reviens-moi partagée avec Brenda Blethyn, Michelle Duncan, Romola Garai, James McAvoy, Vanessa Redgrave, Saoirse Ronan, Juno Temple, Harriet Walter et Julia West
- Golden Globes 2008 : Meilleure actrice  pour Reviens-moi
- 2008 : Irish Film and Television Awards de la meilleure actrice internationale pour Reviens-moi
- 2008 : Kids' Choice Awards de la star féminine préférée pour Pirates des Caraïbes : Jusqu'au bout du monde
- 2008 : London Critics Circle Film Awards de l'actrice Britannique de l'année pour Reviens-moi
- 2008 : MTV Movie Awards de la meilleure performance féminine pour Pirates des Caraïbes : Jusqu'au bout du monde
- 2008 : Russian National Movie Awards de la meilleure actrice étrangère pour Reviens-moi
- 2009 : International Online Film Critics' Poll de la meilleure actrice dans un rôle principal pour Reviens-moi
- 2009 : People's Choice Awards de la star féminine de film préférée.
- British Independent Film Awards 2010 : Meilleure actrice pour 'Never Let Me Go
- 2011 : Evening Standard Theatre Award de la meilleure actrice (The Natasha Richardson Award) pour Le Misanthrope
- 2011 : Laurence Olivier Award de la meilleure comédienne dans un second rôle pour Le Misanthrope
- 2011 : Evening Standard British Film Awards de la meilleure actrice pour Never Let Me Go
- Saturn Awards 2011 : Meilleure actrice dans un second rôle pour Never Let Me Go
- 2011 : Village Voice Film Poll de la meilleure actrice pour A Dangerous Method
- Saturn Awards 2012 : Meilleure actrice  pour A Dangerous Method
- 2012 : Alliance of Women Film Journalists Awards de la meilleure représentation de la nudité, de la sexualité où de la séduction pour A Dangerous Method partagée avec Michael Fassbender.
- Satellite Awards 2012 : Meilleure actrice pour Anna Karénine
- Vancouver Film Critics Circle Awards 2012 : Meilleure actrice pour A Dangerous Method
- EDA Awards 2013 : 
  - Meilleure représentation de la nudité, de la sexualité ou de la séduction pour A Dangerous Method partagée avec John Hawkes
  - Plus grande différence d'âge entre l'homme et la femme pour Jusqu'à ce que la fin du monde nous sépare  partagée avec Steve Carell
- 2013 : CinEuphoria Awards de la meilleure actrice pour Anna Karenina
- Prix du cinéma européen 2013 : Meilleure actrice pour Anna Karénine
- People's Choice Awards 2013 : Actrice de film dramatique préférée pour Anna Karenina et pour Jusqu'à ce que la fin du monde nous sépare
- 2013 : Russian National Movie Awards de la meilleure actrice étrangère de l'année pour Anna Karenina
- 2014 : Awards Circuit Community Awards de la meilleure actrice dans un rôle principal pour New York Melody
- British Independent Film Awards 2014 : Meilleure actrice pour The Imitation Game
- Dallas-Fort Worth Film Critics Association Awards 2014 : Meilleure actrice pour The Imitation Game
- 2014 : International Online Cinema Awards de la meilleure actrice pour New York Melody
- 2014 : Phoenix Critics Circle Awards de la meilleure actrice dans un second rôle pour The Imitation Game
- 2014 : Russian National Movie Awards de la meilleure actrice étrangère de la décade.
- San Diego Film Critics Society Awards 2014 :
  - Meilleure actrice dans un second rôle pour The Imitation Game
  - Meilleure distribution pour The Imitation Game partagée avec Benedict Cumberbatch, Matthew Goode, Rory Kinnear, Allen Leech, Matthew Beard, Charles Dance et Mark Strong.
- St. Louis Film Critics Association Awards 2014 : Meilleure actrice dans un second rôle pour The Imitation Game
- Australian Academy of Cinema and Television Arts Awards 2015 : Meilleure actrice dans un second rôle pour The Imitation Game
- British Academy Film Awards 2015 : Meilleure actrice dans un second rôle pour The Imitation Game
- Central Ohio Film Critics Association Awards 2015 : Meilleure actrice dans un second rôle pour The Imitation Game
- Critics' Choice Movie Awards 2015 :
  - Meilleure actrice dans un second rôle  pour The Imitation Game
  - Meilleure chanson originale pour New York Melody pour la chanson Lost Stars
- Empire Awards 2015 : Meilleure actrice  pour The Imitation Game
- Golden Globes 2015 : Meilleure actrice dans un second rôle  pour Imitation Game
- 2015 : Houston Film Critics Society Awards de la meilleure actrice dans un second rôle pour The Imitation Game
- 2015 : London Critics Circle Film Awards de l'actrice Britannique de l'année pour The Imitation Game, pour Laggies et pour New York Melody
- National Film Awards 2015 : Meilleure actrice et meilleure révélation dans un film pour The Imitation Game
- 2015 : North Carolina Film Critics Association Awards de la meilleure actrice dans un second rôle pour The Imitation Game
- Oscars 2015 : Meilleure actrice dans un second rôle pour Imitation Game
- Satellite Awards 2015 : Meilleure actrice dans un second rôle pour Imitation Game
- Screen Actors Guild Awards 2015 :
  - Meilleure actrice dans un second rôle pour The Imitation Game
  - Meilleure distribution pour The Imitation Game
- Teen Choice Awards 2017 : Meilleur duo partagé avec Orlando Bloom pour Pirates des Caraïbes : La Vengeance de Salazar
- National Film Awards 2019 : Meilleure actrice pour Colette
- Teen Choice Awards 2019 : Meilleure actrice pour Casse-Noisette et les Quatre Royaumes
- Women Film Critics Circle Awards 2019 : 
  - Meilleure actrice pour Official Secrets
  - Meilleure héroïne pour Official Secrets
- National Film Awards 2020 : Meilleure actrice pour Cœurs ennemis et pour Official Secrets
- Golden Globes 2025 :  Meilleure actrice dans une série télévisée dramatique pour Black Doves

### Autres
- FHM (Édition britannique) : Star la plus belle du monde 2006.
- Empire : Star la plus sexy de tous les temps.
- Entertainment Tonight : Actrice la « mieux habillée » 2006.

## Voix francophones
En France, Sybille Tureau est la voix régulière de Keira Knightley (dans la série de films Pirates des Caraïbes, Le Roi Arthur, Orgueil et Préjugés, Reviens-moi, Anna Karénine, etc.). À noter que lors de son apparition dans Pirates des Caraïbes : La Vengeance de Salazar, elle n'a aucun dialogue.
D'autres comédiennes l'ont également doublée, comme Nathalie Karsenti dans Love Actually et Docteur Jivago, Marie-Eugénie Maréchal dans Joue-la comme Beckham et Imitation Game à deux reprises chacune. À titre exceptionnel, Barbara Kelsch la double dans The Hole, Sylvie Jacob fait de même dans Star Wars, épisode I : La Menace fantôme tout comme Agathe Schumacher dans The Jacket et Claire Guyot dans The Duchess.
Au Québec, Catherine Sénart est la voix régulière de l'actrice, notamment dans la série de films Pirates des Caraïbes (sauf Pirates des Caraïbes: La Malédiction de la Perle Noire où l'actrice est doublée par Geneviève Angers), Le Roi Arthur, Orgueil et Préjugés et La Duchesse. Mélanie Laberge l'a doublée notamment dans Une méthode dangereuse et Anna Karénine.